# Gilowice (gemeente)
De gemeente Gilowice is een landgemeente in het Poolse woiwodschap Silezië, in powiat Żywiecki.
De zetel van de gemeente is in Gilowice.
Op 30 juni 2004 telde de gemeente 5606 inwoners. Gmina obejmuje dwa sołectwa: Gilowice en Rychwałd.

## Oppervlakte gegevens
In 2002 bedroeg de totale oppervlakte van gemeente Gilowice 28,15 km², waarvan:
- agrarisch gebied: 68%
- bossen: 23%

De gemeente beslaat 2,71% van de totale oppervlakte van de powiat.

## Demografie
Stand op 30 juni 2004:
| Omschrijving                   | Totaal | Totaal | Vrouwen | Vrouwen | Mannen | Mannen |
| ------------------------------ | ------ | ------ | ------- | ------- | ------ | ------ |
| eenheid                        | aantal | %      | aantal  | %       | aantal | %      |
| inwoners                       | 5606   | 100    | 2846    | 50,8    | 2760   | 49,2   |
| bevolkingsdichtheid (inw./km²) | 199,1  | 199,1  | 101,1   | 101,1   | 98     | 98     |

In 2002 bedroeg het gemiddelde inkomen per inwoner 1191,29 zł.

## Aangrenzende gemeenten
Łękawica, Ślemień, Świnna, Żywiec